# Milena (Szicília)
Milena település Olaszországban, Szicília régióban, Caltanissetta megyében. Lakosainak száma 2700 fő (2023. január 1.). Milena Bompensiere, Campofranco, Grotte, Racalmuto és Sutera községekkel határos.

## Népesség
A település lakossága az elmúlt években az alábbi módon változott:
| Lakosok száma | 2994 | 2953 | 2700 |
|               | 2017 | 2018 | 2023 |